# Binyamin Zeev Kedar
Binyamin Zeev Kedar sau Benjamin Ze'ev Kedar
(în ebraică:בנימין זאב קדר , n. 2 septembrie 1938, Nitra, Districtul Nitra, Cehoslovacia) este un istoric israelian, profesor emerit de istorie generală la Universitatea Ebraică din Ierusalim. Este membru al Academiei naționale de științe a Israelului și a fost vicepreședinte al acesteia in 2010-2015. A fost între 1995-2002 președintele Societății internaționale pentru Studiul Cruciadelor și al Orientului Latin, de asemenea  în 2000-2012 președinte al Comitetului de conducere al Autorității Antichităților din Israel.
El este laureat al Premiului EMET pentru istorie si laureat al Premiului Israel pentru cercetare istorică În 2024 i s-a decernat Premiul Gustave Schlumberger al Academiei de Inscripții și de Litere Frumoase din Franța.

## Biografie

### Copilărie și tinerețe
Kedar s-a născut în 1938, sub numele de Vilko Krausz, la Nitra, în Slovacia, pe atunci, în Republica Ceho-Slovacă,.
Părinții săi, Géza Sámuel Krausz și Lydia (Lea), născută Jeiteles, erau evrei, de profesie medici și mai aveau o fetiță mai mare.
În anii 1944-1945,în timpul regimului Statului Slovac și a Holocaustului,împreună cu familia sa, au scăpat de deportarea la Auschwitz și de la moarte, fiind ascunși vreme de șapte luni de niște țărani slovaci. .În 1949 a emigrat in cadrul Aliyat Hanoar (Emigrația tineretului) în Israel, unde și-a ebraizat numele în Binyamin Zeev Kedar. Apoi a locuit cu părinții săi la Kfar Netter.În 1956 a încheiat studiile medii la Liceul municipal Ironí Hey din Tel Aviv. 
Între 1956-1958 a servit în armata israeliană, iar in 1958-1961 a studiat istoria și sociologia la Universitatea Ebraică din Ierusalim. Dascălii săi au fost Yaakov Katz și Yehoshua Prawer. În 1961 a terminat licența, iar ,în 1965 masteratul, sub îndrumarea lui Prawer. Ca student, Kedar a fost unul din conducătorii mișcării studentești pentru democrație, criticând tendința autoritară, în ochii lui, a lui David Ben Gurion, în timpul Afacerii Lavon.

### Activitatea academică și de cercetare
În 1963-1965 a fost asistent la catedra de istorie la Universitatea ebraică, iar între 1965-1969 a lucrat la Universitatea Yale la teza sa de doctorat, în istoria medievală, sub îndrumarea lui Roberto Sabatino Lopez. De asemenea, a studiat cu Stephan Kuttner. Kedar a studiat în mod deosebit influența dreptului canonic asupra istoriei sociale și culturale. 
Întors în 1969 în Israel, a predat până în 1976 ca lector de istorie la Universitatea Ebraică, iar din 1976 ca conferențiar.
În 1973 a fost concentrat și a servit ca subofițer de comunicații în Războiul de Iom Kipur . În 1976-1977 cu o bursă din partea Fundatției Alexander von Humboldt a făcut cercetări la München la Monumenta Germaniae Historica și a fost conferențiar oaspete.    
La München Kedar a studiat manuscrisul Munchen CLm28195, o scrisoare a patriarhului Ierusalimului, Heraclius din Cezareea, prin care prelatul raporta papei Urban al III-lea asupra situatiei disperate din Ierusalim și îi cerea acestuia ajutor. În 1981-1982 a făcut cercetări la 
Institutul pentru Studii Avansate din Princeton, New Jersey.

### Continuarea activității la Universitatea Ebraică
În 1981 Kedar a devenit profesor asociat, iar în 1986 profesor ordinar la Universitatea Ebraică.
În anii 1990-1996 Kedar a prezidat Sectia de cercetare studențească în domeniul științelor umane și sociale în universitate.În 1998-2001 a fondat și a condus în cadrul universitatii o Școală de istorie
în care a introdus, între altele, un curs obligatoriu de istorie universală pentru toți studenții de istorie.
Acesta este cursul pe care ulterior l-a tinut și Yuval Noah Harari, devenind proeminent în gândirea istorică globală. Între 2001-2005 Kedar afost director al Institutului Israelian de Studii Avansate.   
În 2007 a ieșit la pensie ca profesor emerit.

### Activitatea în afara universității
În 1987-1992 Kedar a condus comitetul permanent pentru colegii pedagogice al Consiliului israelian pentru educație superioară.  
 
În anii 2001-2007 a condus secția de științe umane din Academia Israeliană de Stiințe. În cadrul cadenței sale în 2007 a redactat două rapoarte, unul despre viitorul stiintelor umane în Israel și altul  despre cercetarea istorică in universitățile israeliene..
În 2000-2012 Kedar a fost președintele comitetului de conducere a Autorității Antichităților din Israel. Din 2005 a devenit membru corespondent al Academiei Medievale din Statele Unite  iar din 2006 al instituției Monumenta Germaniae Historica.
În 2001 Kedar a înființat revista Crusades, Journal of the Society for the Study of the Crusades and the Latin East (SSCLE), și a fost redactorul ei șef, alături de Jonathan Riley-Smith, iar mai târziu,  Jonathan Phillips. 
În anii 1995-2002  a fost și președinte al Societății de Studiere a  Cruciadelor și a Orientului Latin  SSCLE.  
În prima sa carte Octombrie 1973:povestea unui batalion blindat, Kedar a decris luptele batalionului din care a făcut parte ca ofițer de comunicații în Războiul de Iom Kipur. Prefața a scris-o comandantul său de divizie, viitorul prim-ministru Ariel Sharon.
Kedar a scris numeroase articole în cotidienele israeliene, majoritatea lor fiind ulterior adunate într-un volum.
În 2010 Kedar a fost ales vicepreședinte al Academiei Israeliene de Științe, alături de președinta Ruth Arnon și a activat în această funcție până în septembrie 2015.

## Cercetări

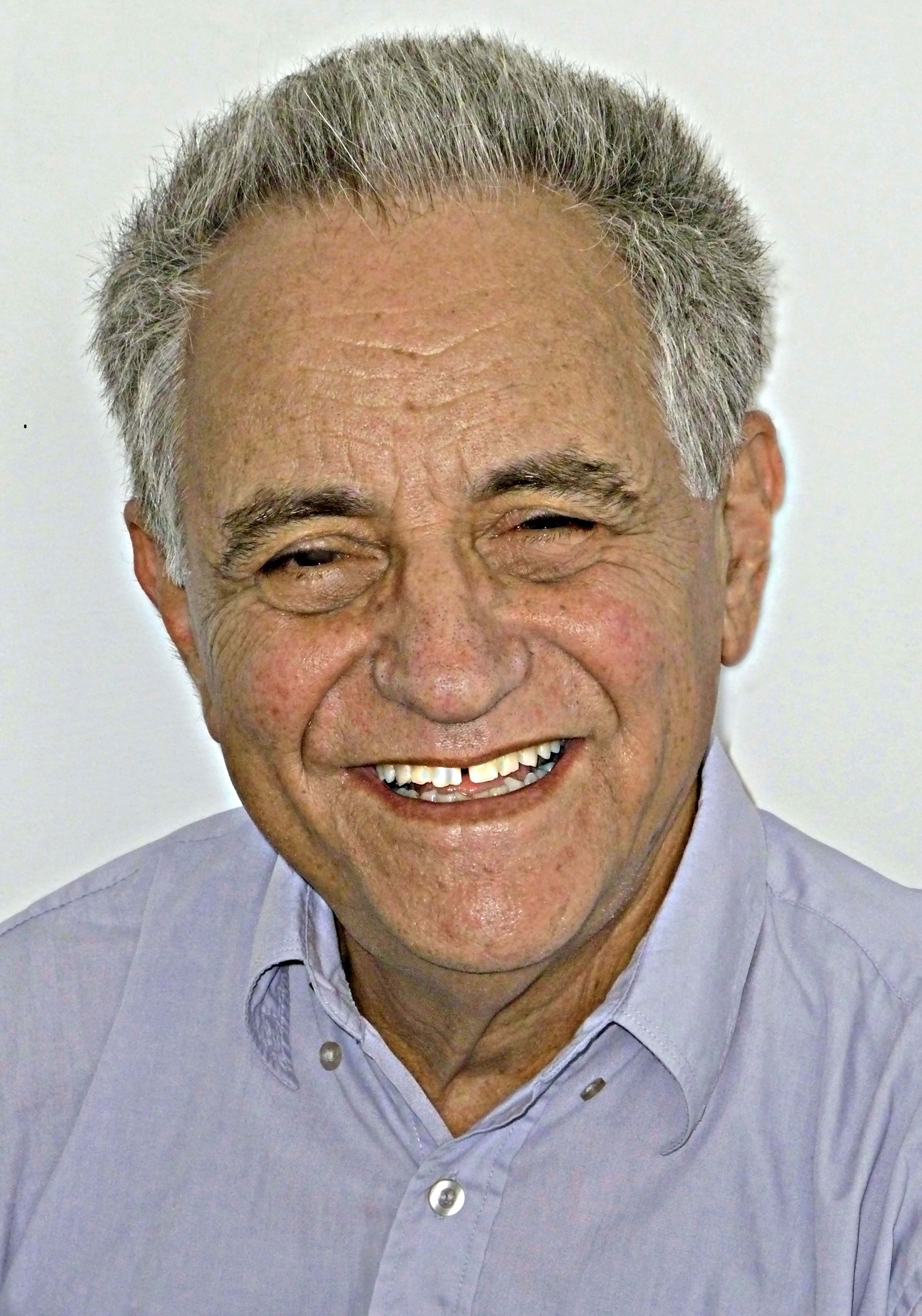
Fotografie din 2015

### Istorie comparată
Cercetările lui Kedar cuprind diverse perioade și culturi, cu un accent asupra Evului Mediu european și a cruciadelor.
Studiile sale compară diverse civilizații, utilizând o varietate de metode de cercetare calitative și cantitative.
De pildă, în cartea sa „Crusade and Mission:European Approaches toward the Muslims” (Univ. Princeton, 1984) a studiat atitudinile față de musulmani, așa cum au evoluat în Imperiul Bizantin și în Europa de vest,ca și în rândurile creștinilor din Est, și a comparat procesele istorice din cele trei fronturi ale Europei Latine:Iberia, Sicilia și Levantul franc.
Alte studii comparative ale lui Kedar s-au ocupat cu cartografia medievală în Coreea, China, lumea islamică, Europa de vest, precum și în America precolumbiană; cu spitalele musulmane, bizantine și ale „francilor”, cu legislația în Regatul „franc” al Ierusalimului și în Imperiul Bizantin; dimensiuni comparative ale pelerinajelor medievale.
Interesul lui Kedar în aspectele teoretice ale acestei subdiscipline l-au făcut să studieze elementele istoriei comparative și după secolul al XIX-lea.

### Depresia economică și mentalitatea comercială
Prima cercetare majoră a lui Kedarm  bazată pe teza lui de doctorat,  a fost publicată în 1976 de Yale University Press;

Ea a examinat impactul depresiei economice din secolul al XIV-lea asupra mentalității negustorilor genovezi și venețieni și a revelat o îngustare a orizonturilor, o scaderea a indrăznelii și o tendință crescută a căutarii de siguranță. În această perioadă s-a născut ideea de asigurare, s-a redus aria geografică a activității și în locul căutării de noi debușeuri, o limitare în mare măsură, la regiunile deja de mult cunoscute ale Mării Mediterane și Mării Negre. Kedar a găsit că realizările de succes de la sfârșitul secolului al XIII-lea i-au dus pe unii neguțători tentative aventuroase, în vreme ce reculurile de la mijlocul secolului al XIV-lea au făcut ca până și inițiativele cele mai sigure din punct de vedere obiectiv, să pară prea hazardate și să fie evitate 
Mai târziu, Kedar a adus diverse contribuții la istoria Genovei, de la remarcarea unei noi surse arabe despre atacul musulmanilor asupra Genovei în 934 și până la un studiu al notariatului genovez în 1382.

### Studiul numelor de persoane
Kedar este unul din pionierii studiului numelor de persoane în Evul Mediu. În primul sau articol - Nume de sfinți și mentalitatea populară la Genova în secolul al XIV-lea , ca si in cartea deja menționată despre negustorii genovezi și venețieni, el a studiat schimbările în moda numelor de persoană, analizând lungi liste de cetățeni care fusesera compilate la date diferite. El a susținut că în vreme ce majoritatea persoanelor medievale nu au lăsat o mărturie directă asupra mentalitătii lor, aceasta poate fi aproximată prin modul in care au ales numele copiilor lor. Numele personal al copilului poate servi drept indicator al unui aspect al mentalității părintelui. Drept urmare, o schimbare în moda alegerii numelor poate indica o modificare în mentalitatea de grup.  
Un articol scris cu elevul său, Muhammad al-Hajjuj, a studiat o listă de săteni musulmani din aria Nablus, care la mijlocul secolului al XII-lea au fugit de cuceritorii cruciați în Damascul musulmanץ Analiza acestei liste a permis reconstrucția  mărimii familiilor și distribuția numelor personale. Compararea cu numele copiilor născuți în aceeași zonă în 1905-1022 a revelat o asemănare remarcabilă a numelor celor mai comune de la mijlocul secolului al XII-lea cu cele date la începutul secolului al XX-lea.

### Cruciadele
O mare parte din cercetările lui Kedar s-au concentrat asupra cruciadelor și a Regatului Ierusalimului, care s-a constituit în Palestina în urma Primei Cruciade. În aceste studii Kedar a arătat o capacitate de a-și modifica gândirea prin tratarea riguroasă și imaginativă a materialului izvoarelor care fuseseră adesea ignorate de alții  și „de a se debarasa de presupuneri nefundate și tradiții îndoielnice ale ortodoxiei istorice  El a abordat subiectele relațiilor dintre cruciade și convertirile religioase, demografie, historia intelectuală, juridică și militară; relatiile dintre stăpânitorii „franci”  si supușii indigeni, subiecte legate de medicină, pelerinaj, eremitism, taxe, topografie, percepția motivației la „franci” și la musulmani și multe altele.
Examinarea longitudinală la care Kedar a supus descrierile Masacrului din Ierusalim în iulie 1099 de la martori oculari și până în prezent  au stabilit noi standarde în analiza istoriografică a evenimentelor individuale din vremea cruciadelor. 
" Kedar a arătat că se paote stabilit vârsta mortarului medieval prin datarea cu radiocarbon componentelor organice incluse în el. 
De asemenea, cercetând evoluții actuale, el a analizat folosirea motivului cruciat în discursul politic israelian, distingând trei abordări:totala negare aunei comparatii posibile intre Regatul Cruciat și experiența sionistă, tentative de trage învățăminte din eșecul cruciaților și recurgerea la exemplul cruciaților pentru a intari argumente politice, de obicei critice fata de establishmentul Israelului. 

### Fotografii aeriene ca izvor istoric
În cartea sa Looking Twice at the Land of Israel: Aerial Photographs of 1917–18 and 1987–91 („Privind de două ori Tara Israelului:Fotografii aeriene din 1917-1918 și din 1987-1991” scrisă în ebraică și publicată în 1991)
 Kedar a propus o noua cale de a aborda istoria țării sale în secolul al XX-lea. Fotografii aeriene ale unei arii anumite, realizate la date diferite, fac posibilă observarea unor schimbări fizice care s-au produs în cursul timpului: procese de construcție și de distrugere, schimbari în uzul pământului, continuitatea și înnoirile sistemului de drumuri, și multe altele. Cu alte cuvinte, aceste fotografii aeriene constituit un nou si promițător izvor istoric - limitat în amploare, deoarce vederea aeriană scoate la iveală doar unele aspecte materiale, dar curat și greu atacabil. Într-o epoca in care realizarea unui raport imparțial a fost în mare măsură pusă sub semn de întrebare, fotografiile permit o narațiune rudimentară, dar deosebit de obiectivă despre o țară
al cărui trecut recent a fost atât de încețoșat de narative  . 
O fotografie aeriană timpurie poate revela niște ruine antice care au dispărut apoi cu timpul; de pildă, o fotografie aeriană a kibuțului Merhavia distingea în mod clar în 1918 conturul castelului franc  La Fève din secolul al XII-lea, care astăzi este acoperit de case și gazon.

În timp ce ediția cărții din 1991 juxtapunea fotografii aeriene în două momente în timp, versiunea extinsă și actualizată în engleză din 1999 - 'The Changing Land between the Jordan and the Sea
(Țara în schimbare dintre Iordan și Mare) permitea compararea de fotografii aeriene ale aceleiași arii în patru momente în timp:1917-18,în jurul lui 1948, în jurul lui 1967 și în anii 1990.
Examinarea fotografiilor din 1917-1918 a permis lui Kedar să reaprecieze cruciala Bătălie de la Beer Sheva din 31 octombrie 1917, precum și alte evenimente de pe frontul Palestinei în cursul Primului Război Mondial.

### Explicarea unei cărți apocaliptice din secolul al VII-lea
Un alt exemplu de folosire a unor diverse metode de cercetare a fost explicarea unei afirmații dintr-o carte apocaliptică siriacă cu privire la impactul cuceririlor arabe asupra arborilor si vegetatiei.  Utilizând studii palinologice și imagini luate din satelit, Kedar a tras concluzia ca acea afirmație din apocalipsa avea o bază în realitate. 

### Istorie universală
În contribuțiile sale timpurii la acest domeniu, Kedar a analizat fenomenul de deportare sau expulzare  de-a lungul istoriei și a ajuns la concluzia că expulzarea sistematică  colectivă este o caracteristică a civilizației vestice europene de la secolul al XII-lea încoace. El a identificat un tipar:conducătorul decide că un grup este periculos pentru societate, el ordonă transferarea membrilor acestuia dincolo de granițe, de obicei, dându-se un răgaz de trei luni pentru a-și lichida afacerile. 
În vreme ce expulzarile se refereau cel mai des la evrei, în secolele al XIII-lea-XIX-lea au fost expulzate si alte grupuri precum lombarzii,cahorezii,moriscii ,protestanții, iezuiții și mormonii. Cu expansiunea civilizației europene către alte continente, initiațiva a prins și acolo rădăcini, ca de exemplu, expulzarea în 1972 a „asiaticilor" din Uganda de către Idi Amin 
Alte studii de istorie universală s-au ocupat cu rolul elitelor supraviețuitoare în asigurarea diverselor grade de persistență culturală ca urmare sau în ciuda prăbușirii uuni stat sau regim.
 și rolul unor lanțuri de porturi și ape curgătoare în istoria lumii, de la antichitate încoace. 
Mai recent el a co-editat, împreună cu Merry Wiesner-Hanks volumul din The Cambridge World History care tratează perioada 500-1500 î.e.n. În prefața la acest volum, Kedar a subliniat contrastul dintre creșterea informatiilor despre aparența lumii , așa cum este atestată de hărti, pe de o parte și cărtile de istorie, în mare măsură civilizațio-centrice, pe de altă parte, de asemenea, a conturat relațiile trans-civilizaționale, sporadice sau regulate,  ale acelei ere.

### Istorie regională
În Istoria regiunii Modiin,publicată în 2014, Kedar a cercetat istoria unei regiuni specifice de la epoca neolitică încoace, referindu-se la toate perioadele în egala măsură.
Spe deosebire de multe narațiuni israeliene care se concentrează aproape exclusiv pe perioadele evreiești din istoria regiunii, Kedar abordează la fel toate perioadele și prezintă o bogăție de date despre satele arabe care au existat în regiune înainte de 1948, unele din ele fiind deja menționate în Carta latină a Regatului franc al Ierusalimuui.

### Câteva descoperiri
Kedar a descoperit mai multe texte necunoscute din perioada cruciadelor.
Între ele figurează mai multe biografii în latină ale unor eremiți care au trăit în Regatul franc al Ierusalimului în secolul al XII-lea.
 și o serie de povestiri arabe despre oameni sfinți musulmani care au trăit sub stăpânirea cruciaților
în area Nablus; a încredințat publicarea acestora din urmă elevei sale, Daniella Talmon-Heller  De asemenea, el a descifrat o descriere amănunțită a vietii cotidiene în Spitalul din Ierusalim (Muristan) care a fost redactată, după câte se pare, în jurul anului 1180. 
 și a publicat o scrisoare,  până atunci necunoscută, a ultimului patriarh latin de atunci al Ierusalimului care chema Vestul în ajutor în timpul în care oștile lui Saladin se apropiau de oraș in 1187. . Kedar a descoperit si textul original al discursului lui Haim Weizmann la punerea pietrei de temelie a Universității Ebraice din Ierusalim în iulie 1918. de asemenea, câteva pasaje șterse al autobiografiei lui Weizmann. 

### „Un istoric bavarez se auto-reinventează”
În 2011 Kedar a publicat ,împreună cu Peter Herde de la Universitatea din Wûrzburg, o carte care dezvăluia că Karl Bosl, unul cei cei mai proeminen'i istorici ai Bavariei în era post-1945, a avut multe legături cu regimul nazist și, încă, în decembrie 1944 a glorificat lupta pentru prezervarea Reichului nazist. Imediat după război, ela afirmat că și-a riscat viața în activități împotriva regimului nazist,si a reușit să convingă curtea de denazificare, că așa au stat lucrurile.  Cartea se baza pe un mare număr de documente nepublicate, oficiale și private. Ian Kershaw a apreciat-o ca un excelent carte polițistă.
În urma ecoului pe care l-a avut publicarea cărții, primaria orasului german Cham, în care s-a născut Bosl, a decis să schimbe numele pietii denumite în memoria acestuia 

### Inițiative științifice
În 1977 Kedar a propus profesorului Horst Fuhrmann⁠(d), pe atunci președinte al Monumenta Germaniae Historicam, să lanseze o serie de editii critice ale unor texte ebraice scrise în țările germane în Evul Mediu.  
În 2001 când Kedar a prezidat secția de științe umane a Academiei de științe a Israelului, Academia si MHG au semnat un acord formal pentru a publica seria Hebräische Texte aus dem mittelalterlichen Deutschland.„*Texte ebraice din Germania medievală”), primul volum apărând în 2005.  iar al doilea în 2016.
În 2009 Kedar și Oleg Grabat de la Institutul de Studii Avansate de la Princeton au redactat o carte despre trecutul și prezentul Muntelui Templului din Ierusalim/Al-Haram al-Sharif, aflat in centrul celor mai spinoase dispute care împiedică apropierea israelo-palestiniană. 
Inițiativa era fără precedent, în măsura în care a reușit sa obțină sponsorizarea din partea unor institutii de învățământ superior - israeliană, palestiniană si a Ordinului Dominican, toate situate la Ierusalim. Autorii capitolelor au fost cercetători israelieni, palestinieni, europeni și americani.  
ref>Kedar and Grabar, eds., Where Heaven and Earth Meet: Jerusalem's Sacred Esplanade. Jerusalem and Austin, Texas, 2009.</ref>

### Cercetări recente
În 2023 Kedar a lucrat la desăvârșirea cărții sale despre istoria socio-culturală a Regatelor cruciate ale Ierusalimului și Acrei.

### Viața privată
Kedar a fost căsătorit, a doua oară, cu Nurith Kenaan- Kedar, profesoară de istoria artei la Universitatea din Tel Aviv, descendentă a familiei Shertok și nepoată a lui Baruch Katinsky, unul din fondatorii Tel Avivului. Ea a decedat în 2015. Kedar are din prima sa căsătorie, doi fii:Arnon și Yarden.

## Omagiu
- 2007 - Doctor honoris causa al Universității din Haifa[12]

## Scrieri
1. October 1973: The Story of an Armored Battalion. Tammuz: Tel Aviv, 1975. 143 pp. (în ebraică).
2. Merchants in Crisis: Genoese and Venetian Men of Affairs and the Fourteenth-Century Depression. Yale University Press: New Haven and London, 1976. 260 pp.
3. Ed.: Jerusalem in the Middle Ages. Selected Papers. Yad Ben Zvi: Jerusalem, 1979. 400 pp. (în ebraică).
4. Mercanti in crisi a Genova e Venezia nel '300. Jouvence: Rome, 1981. 353 pp. (traducere actualizată in italiană a No. 2).
5. Ed. cu Hans Eberhard Mayer & R.C. Smail:  Outremer. Studies in the History of the Crusading Kingdom of Jerusalem presented to Joshua Prawer. Yad Ben Zvi: Jerusalem, 1982. 346 pp.
6. Crusade and Mission: European Approaches toward the Muslims . Princeton University Press: Princeton, 1984. 246 pp. Paperback edition 1988. New printing 2014.
7. Red., cu Gabriella Airaldi: I comuni italiani nel Regno Crociato di Gerusalemme. Atti del colloquio di Gerusalemme, 24-28 maggio 1984. Collana storica di fonti e studi diretta da Geo Pistarino, 48. Genoa, 1986. 695 pp.
8. Red.: cu Eliyahu Ashtor, East-West Trade in the Medieval Mediterranean. Variorum Collected Studies: London, 1986. 344 pp.
9. Red.: The Crusaders in their Kingdom, 1099–1291. Yad Ben Zvi: Jerusalem, 1987. 283 pp. (în ebraică).
10. Red., cu A.L. Udovitch: The Medieval Levant. Studies in Memory of Eliyahu Ashtor (1914–1984) = Asian and African Studies 22 (1988), 1–291.
11. Red., cu Trude Dothan and Shmuel Safrai: Comerțul în Palestina de-a lungul veacurilor. Yad Ben Zvi: Jerusalem, 1990. 337 pp. (în ebraică ).
12. Crociata e missione. Europa incontro all'Islam . Jouvence: Rome, 1991. 302 pp. (traducere în italiană a No. 6).
13. Looking Twice at the Land of Israel. Aerial Photographs of 1917–1918 and 1987–91. Yad Ben Zvi și Ministerul Apărării al Israelului : Jerusalem and Tel Aviv, 1991. 239 pp. (în ebraică).
14. Red.:cu E. Ashtor,  Technology, Industry and Trade. The Levant versus Europe, 1250–1500.  Variorum: London, 1992. 331 pp.
15. Red.: The Horns of Hattin. Proceedings of the Second Conference of the Society for the Study of the Crusades, Jerusalem and Haifa, 2–6 July 1987. Yad Ben Zvi and Variorum: Jerusalem and Aldershot, 1992. 368 pp.
16. The Franks in the Levant, 11th to 14th Centuries . Variorum: Aldershot, 1993. 322 pp.
17. Red.:  Studies in the History of Popular Culture . Shazar Center for Jewish History: Jerusalem, 1996. 444 pp. (în ebraică).
18. Red., with Moshe Maoz: The Palestinian National Movement: From Confrontation to Reconciliation? Israel Ministry of Defense: Tel Aviv, 1996. 423 pp. (în ebraică).
19. Red., cu Jonathan Riley-Smith and R. Hiestand: Montjoie: Studies in Crusade History in Honour of Hans Eberhard Mayer. Variorum: Aldershot, 1997. xx + 276 pp.
20. Red., cu R.J.Z. Werblowsky:  Sacred Space: Shrine, City, Land. Studies in Memory of Joshua Prawer . Israel Academy of Sciences and Humanities, and Macmillan: Jerusalem and London, 1998. 348 pp.
21. {{cite book |title= The Changing Land between the Jordan and the Sea: Aerial photographs from 1917 to the Present |publisher= Yad Ben-Zvi and Israel Ministry of Defense. 208 pp. (versiune revizuită în engleză a No. 13)Jerusalem and Tel Aviv, 1999  isbn= 978-965-05-0975-0
22. Red., cu A.Danin: Remote Sensing: The Use of Aerial Photographs and Satellite Images in Israel Studies. Yad Ben-Zvi: Jerusalem 2000. 260 pp. (in Hebrew).
23. Red., with M. Balard and J. Riley-Smith: Dei gesta per Francos. Etudes sur les croisades dédiées à Jean Richard. Ashgate: Aldershot, 2001. 434 pp.
24. Red., Crusades 1 (2002), 2 (2003), 3 (2004), 4 (2005), 5 (2006), 6 (2007), 7 (2008), 8 (2009), 9 (2010), 10 (2011), 11 (2012), 12 (2013), 13 (2014), 14 (2015), 15 (2016).
25. Holy Men in a Holy Land: Christian, Muslim and Jewish Religiosity in the Near East at the Time of the Crusades. Hayes Robinson Lecture Series, 9. Royal Holloway, University of London, 2005. 24 pp.
26. Red., cu A. Kadish, The Few Against The Many? Studies on the Balance of Forces in the Battles of Judas Maccabaeus and Israel's War of Independence. Jerusalem, 2005. 227 pp. [în ebraică].
27. Apocrypha: Writings on Current Affairs, 1954–2004. Modi`in, 2006. 228 pp. (in Hebrew, English and German).
28. Red., cu Nicolas Faucherre și Jean Mesqui L'architecture en Terre sainte au temps de Saint Louis = Bulletin Monumental 146 (2006), 3–120.
29. Franks, Muslims and Oriental Christians in the Latin Levant: Studies in Frontier Acculturation. Aldershot: Ashgate Publishing 2006. 228 pp.
30. Historical Research in Israel's Universities. Israel Academy of Sciences and Humanities: Jerusalem, 2007.
31. Red., cu Oleg Grabar, Where Heaven and Earth Meet: Jerusalem's Sacred Esplanade. Jerusalem and Austin, Texas, 2009. 411 pp.
32. Red., Explorations in Comparative History. Jerusalem, 2009. 242 pp.
33. Red., cu Joseph R. Hacker și Yosef Kaplan, From Sages to Savants. Studies Presented to Avraham Grossman. Jerusalem, 2009. 455 pp. [in Hebrew].